# Cleator
Pour les articles homonymes, voir Cleator (homonymie).
Cleator est un village dans le comté de Cumbria et dans les limites du comté historique du Cumberland.
Cleator est situé à 1 mille au sud de la ville de Cleator Moor sur la route A5086. Cleator était le village d'origine, Cleator Moor étant la lande au-dessus du village. C'est le site de l'ancienne usine de chapeaux Kangol. Les bâtiments de l’usine et les magasins sont aujourd’hui fermés. Cleator est situé sur la Rivière Ehen, qui est rejoint par la Rivière Keekle à Longlands Lake.